# Роман на годината (Северна Македония)
„Роман на годината“ (на македонска литературна норма: Роман на годината) е престижна годишна литературна награда, присъждана първоначално от „Утрински вестник“, а след това от Фондацията за насърчаване и популяризиране на културните ценности „Славко Яневски“, за най-добър роман, публикуван в Северна Македония.

## История
Наградата е учредена през 1999 г. от вестник „Утрински вестник“ след приватизацията му. Номинират се книги написани и публикувани на македонски литературен език в периода от 15 декември предходната година до 15 декември на текущата година. Представят се до 15 януари на следващата година.
Наградата се решава от петчленно жури, което е съставено от известни литературни фигури и представител на редакционния съвет на вестника. Обявява се най-късно до 15 март следващата година.
Наградата представлява плакет и парична награда в размер на 150 000 денара.
След затварянето на вестника през 2017 г., състезанието е обявено и наградата започва да се дава от Фондацията за насърчаване и популяризиране на културните ценности „Славко Яневски“ (на името на писателя Славко Яневски), която е създадена през ноември 2017 г. от няколко опитни журналисти и редактори от бившия „Утрински вестник“.

## Носители на наградата

### Наградени от „Утрински весник“
- 1999 – Слободан Мицкович, за „Къщата на Мазарена“
- 2000 – Венко Андоновски, за „Пъпът на света“
- 2001 – Димитър Башевски, за „Кладенец“
- 2002 – Гоце Смилевски, за „Разговори със Спиноза“
- 2003 – Милован Стефановски, за „Изгубеният Ягол“
- 2004 – Оливера Николова, за „Кукли Росика“
- 2005 – Пайо Авирович, за „Джахиз и кучешките унищожители“
- 2006 – Кица Колбе, за „Сняг в Казабланка“
- 2007 – Блаже Миневски, за „Мишена“
- 2008 – Ягода Михайловска-Георгиева, за „Индиговият Бомбай“
- 2009 – Томислав Османли, за „Двадесет и първи“
- 2010 – Душко Родев, за „Човекът, за който обичаше наровете“
- 2011 – Снежана Младеновска Ангелков, за „Единадесет жени“
- 2012 – Митко Маджунков, за „Птици от миналогодишните гнезда“
- 2013 – Владимир Плавевски, за „Кука“
- 2014 – Луан Старова, за „Балкански вавилонци“
- 2015 – Петър Андоновски, за „Тялото, за в което трябва да се живее“
- 2016 – Давор Стояновски, за „Пепеляри“

### Наградени от Фондация „Славко Яневски“
- 2017 – Фросина Пармаковска, за „Обратно броене“
- 2018 – Николина Андова-Шопова, за „Някой беше тук“
- 2019 – Оливера Николова, за „Кучето с тъжен поглед“
- 2020 – Владимир Янковски, за „Скрити желания, неспокойни пътувания“